# لشکر سی و سوم وافن گرندیر اس‌اس شارلمانیه
لشکر ۳۳ وافن اس‌اس شارلمانی (به انگلیسی: 33rd Waffen Grenadier Division of the SS Charlemagne) که در ابتدا به صورت لشکر ورماخت تشکیل شد و در پایان جنگ به صورت واحدی از وافن اس‌اس تشکیل شدند اعضای این واحد در روزهای پایانی جنگ در نبرد برلین شرکت داشت.

## تاریخچه عملیاتی
این واحد در سال ۱۹۴۴ تشکیل شد. این واحد با ترکیبی از سربازانی که در سایر یگانهای فرانسوی که در نیروهای مسلح آلمان نازی بودن، تشکیل شده‌است. 

### LVF
گروهی فرانسوی که در ارتش آلمان تحت نام لژیون داوطلبان فرانسوی علیه بلشویسم بود (فرانسوی: Légion des Volontaires Français contre le Bolchévisme‎ یا به اختصار LVF بودند. 

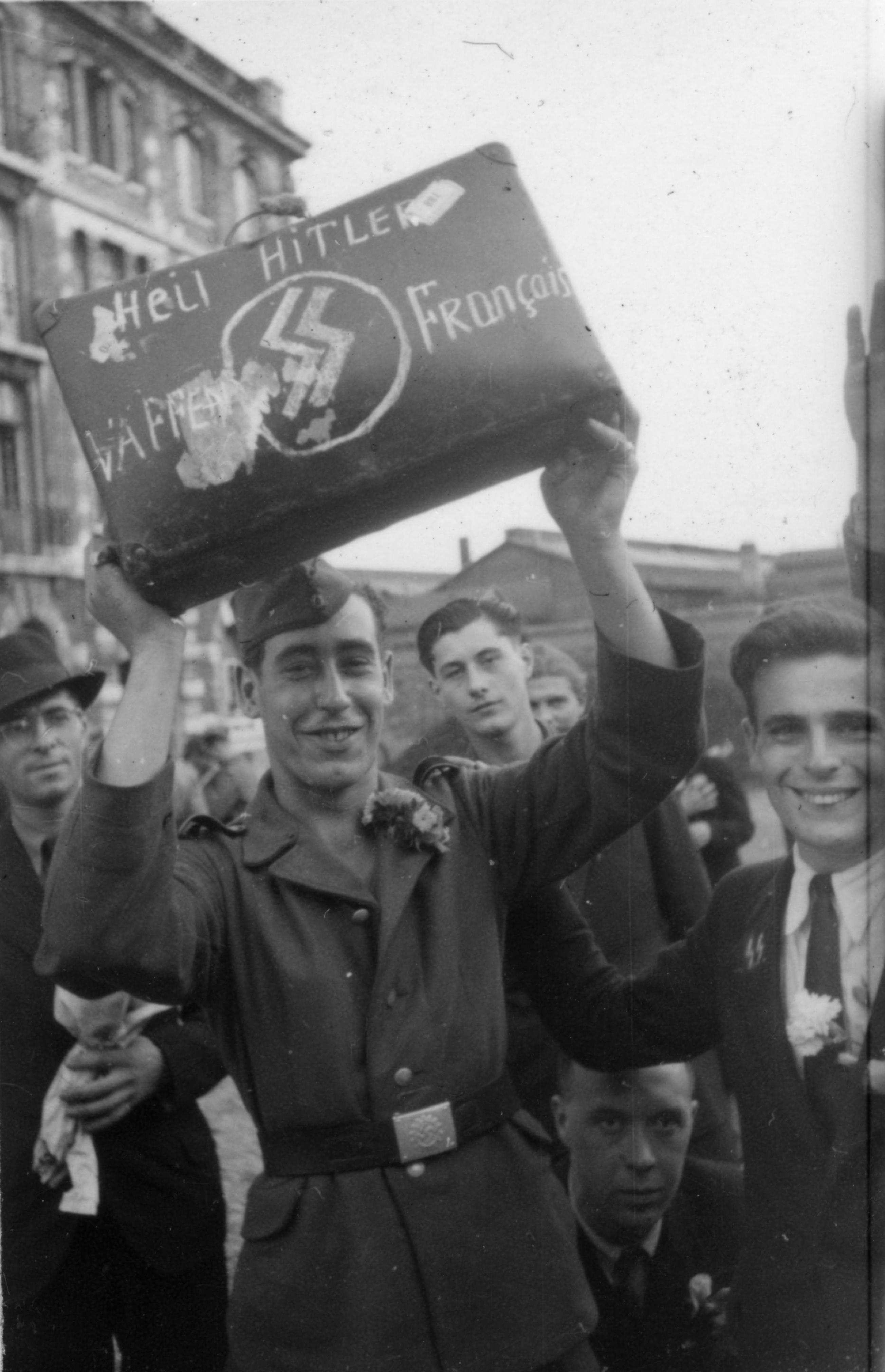
داوطلب فرانسوی در سال ۱۹۴۳

### بخش SS
در سال ۱۹۴۴ با ورود ارتش سرخ به خاک آلمان نازی، این واحد با استفاده از تمام نیروهای باقیمانده فرانسوی ارتش آلمان نازی تشکیل شد. بر اساس اسناد و مدارک موجود، این واحد در سال ۱۹۴۴ میلادی، حدود ۷٫۸۰۰ نفر عضو داشت.

### دفاع از برلین
در اوایل آوریل ۱۹۴۵، کروکنبرگ فرمانده این واحد در حدود ۷۰۰ نفر در اختیار داشت که با دو گردان (گردان‌های ۵۷ و ۵۸) و یک گردان پشتیبانی سنگین بدون تجهیزات در یک هنگ پیاده‌نظام سازماندهی شده بودند. وی به همراه واحدش به سمت برلین حرکت کردند و در نبرد برلین شرکت کردند.  در نهایت با امضای قرارداد تسلیم آلمان و پایان جنگ در اروپا، این واحد خود را به ارتش سرخ تسلیم کرد. از سرنوشت این واحد اطلاع زیادی در دست نیست.

## فرماندهان
- سرهنگ راجر لابون (اوت ۱۹۴۱ - مارس ۱۹۴۲)
- سران La Croix / Demessine (آوریل ۱۹۴۲ - مه ۱۹۴۳)
- SS- Oberfuhrer Edgar Puaud (1 ژوئن ۱۹۴۳ -؟ اوت ۱۹۴۳)
- SS- Obersturmbannführer Paul Gamory-Dubourdeau (؟ اوت ۱۹۴۳–۳۱ ژوئیه ۱۹۴۴)
- SS- Hauptsturmführer اریش کوستنبدر (۱ اوت ۱۹۴۴ -؟ اوت ۱۹۴۴)
- SS- Oberführer Edgar Puaud (؟ اوت ۱۹۴۴ - فوریه ۱۹۴۵)
- SS- Brigadeführer Gustav Krukenberg (فوریه ۱۹۴۵–۲۵ آوریل 1945) [۳]
- SS- Standartenführer والتر زیمرمن (۲۵ آوریل ۱۹۴۵–۸ مه 1945)[۴]

## مطالعه بیشتر
- Carrard, Philippe (2010). The French Who Fought for Hitler: Memories from the Outcasts. Cambridge: Cambridge University Press. ISBN 978-0-521-19822-6.